# آر آي أم-67 القياسي
آر آي أم-67 القياسي إيه آر (بالإنجليزية:RIM-67 Standard) (أس أم-1 إيه آر/أس أم-2 إيه آر)، عبارة عن صاروخ أرض-جو بعيد المدى وصاروخ مضاد للسفن تم تطويره في الأصل لبحرية الولايات المتحدة. تم تطوير آر آي أم-67 كبديل لنظام آر آي أم-8 تالوس، وهو نظام من خمسينيات القرن الماضي تم نشره على مجموعة سفن متنوعة للبحرية الأمريكية، وفي نهاية المطاف حل محل آر أي أم-2 تيرر أيضا، نظرا لأنه كان بحجم مماثل وركب مكان بطارياته وقاذفاته. كان آر آي أم-66 القياسي إم آر هو نفس الصاروخ لكن بدون مرحلة تعزير، وهو مصمم ليحل محل آر آي أم-24 تارتر. أصبحت سلسلة آر آي أم-67/66 هو نظام صواريخ أرض-جو العالمي للبحرية الأمريكية، وبالتالي لقب «صاروخ قياسي».

## آر آي أم-67إيه أس أم-1 ممتد المدى
آر آي أم-67إيه (67إيه أس أم-1 إي آر بلوك1) كان الاستبدال البحري لصاروخ آر آي أم-8 تالوس. سمحت التكنولوجيا المحسنة لصاروخ آر آي أم-67 ليكون مقارباً لحجم الصاروخ آر آي أم تيرر. تم تكييف السفن الموجودة مع نظام التحكم في إطلاق الصواريخ الموجهة من أم كي86 أو تيرر لتوظيف الصاروخ الجديد بدلاً من صاروخ آر آي أم-2 تيرر الأقدم.السفن التي تحولت من آر آي أم-2 تيرر إلى آر آي أم-67إيه كان لا يزال يشار إليها على أنها سفن تيرر على الرغم من أنها كانت مزودة بصاروخ أحدث.

## آر آي أم-67بي و آر آي أم أس أم-2 ممتد المدى
الجيل الثاني من الصواريخ القياسية، الصاروخ القياسي الثاني، تم تطويره لصالح نظام الدرع القتالي، ونظام تحديث التهديد الجديد والذي تم تخطيطه لسفن تيرر وتارتر الحالية. خدمت المدمرة الأمريكية يو أس أس ماهان كمنصة تجريبية لتطوير مشروع برنامج صواريخ سي جي/أس أم-2 (إي آر). كان التغيير الأساسي في الصواريخ القياسية الأولى هو بتقديم نظام التوجيه الداخلي.

## معرض صور

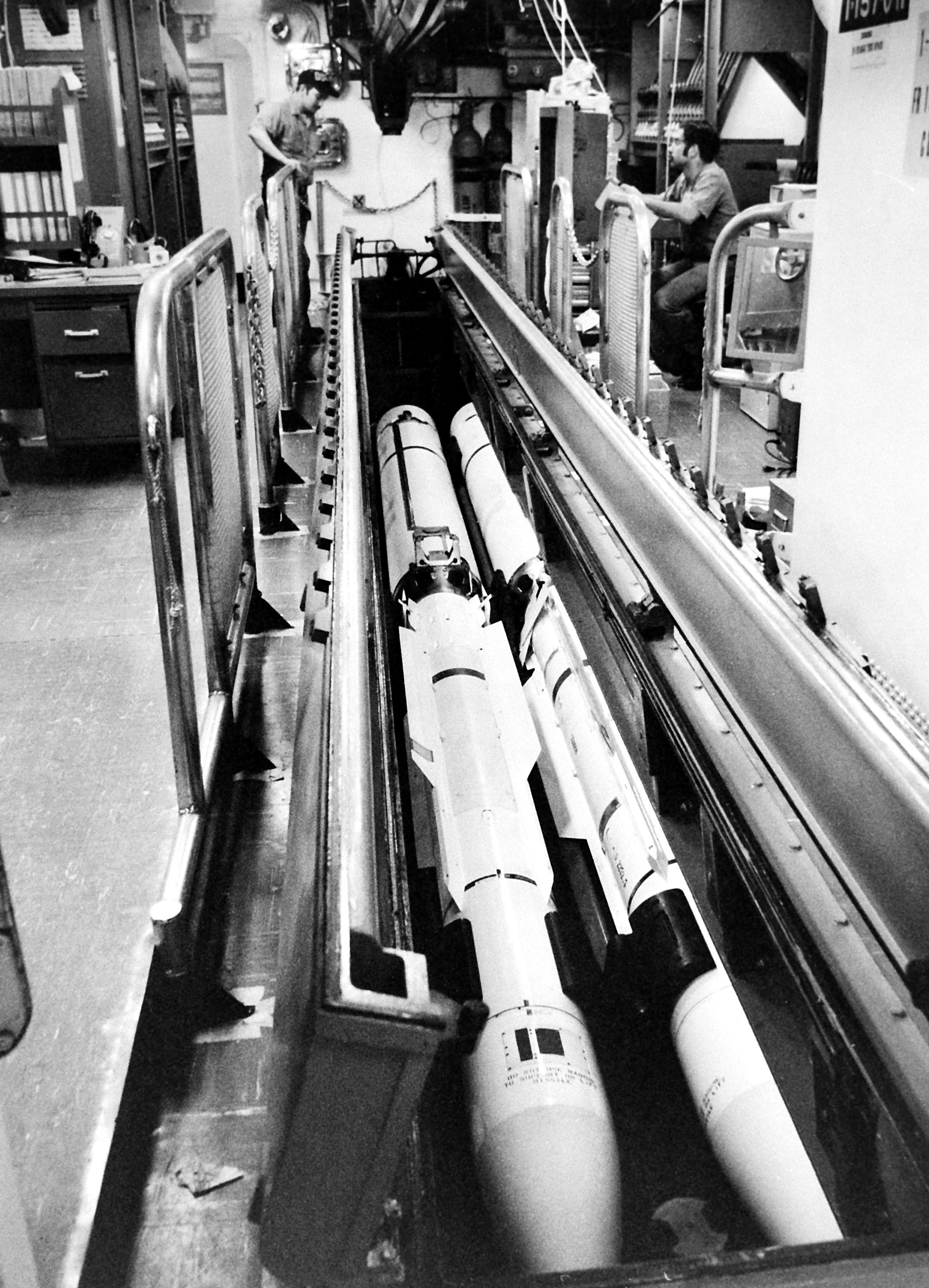
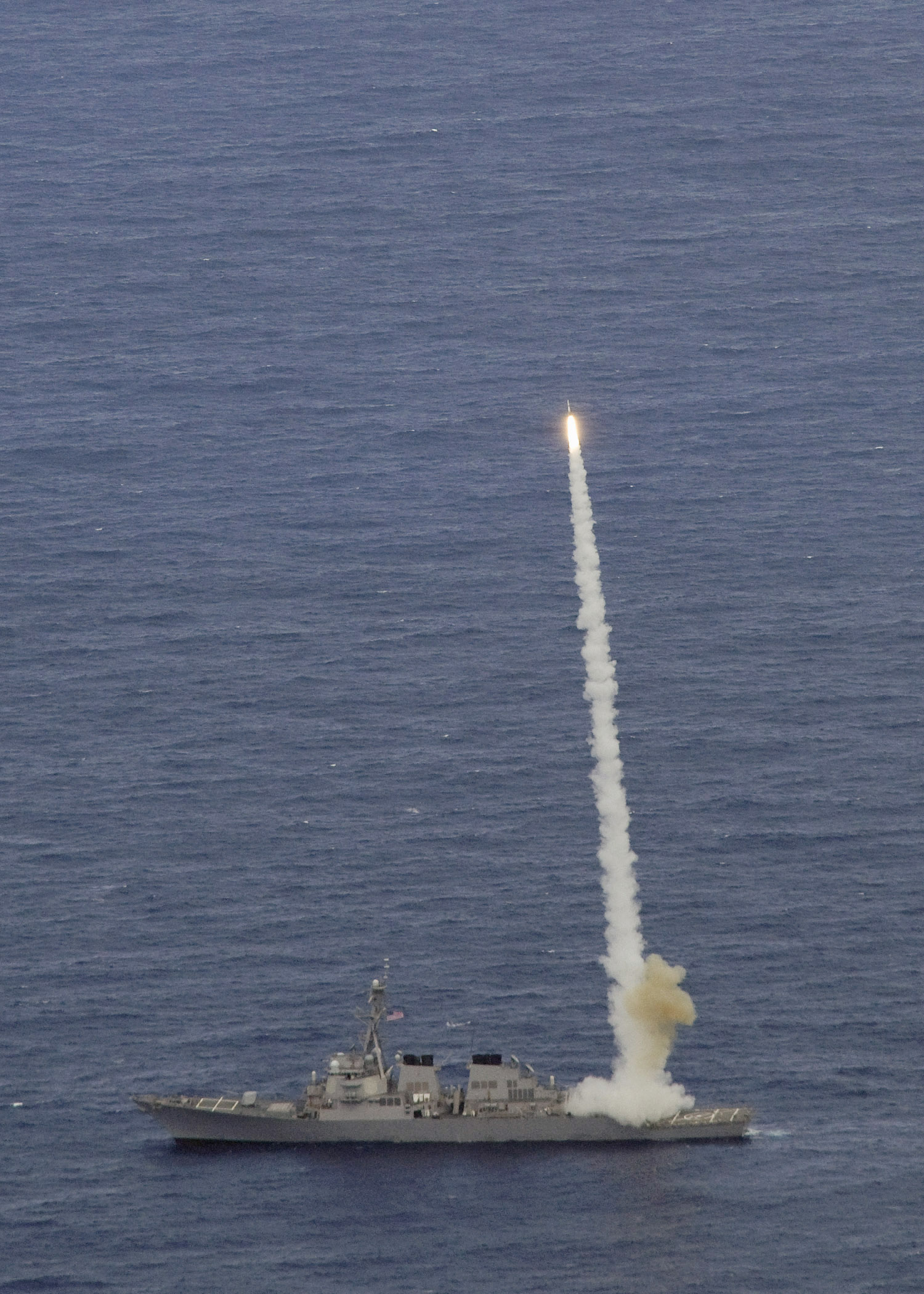
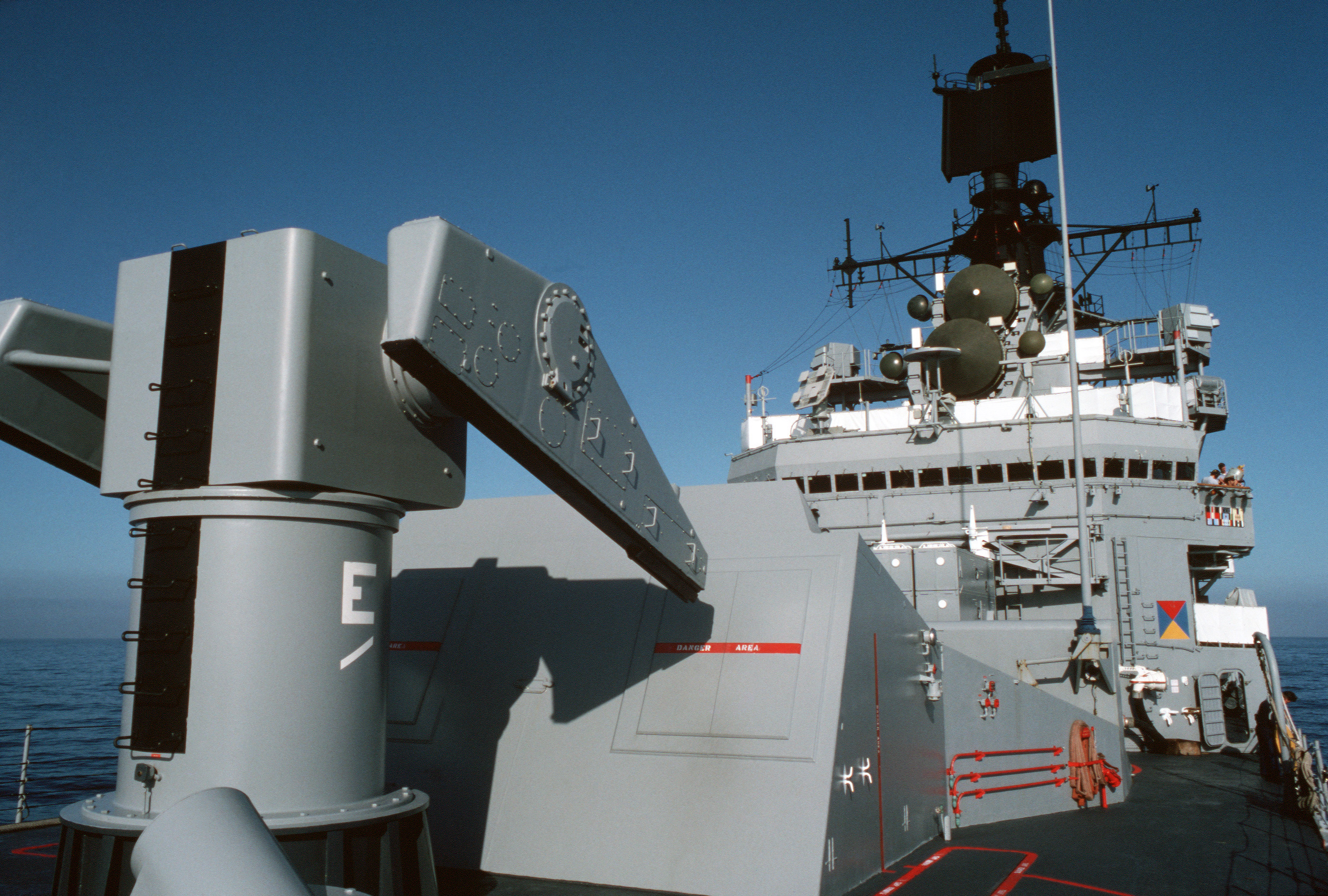
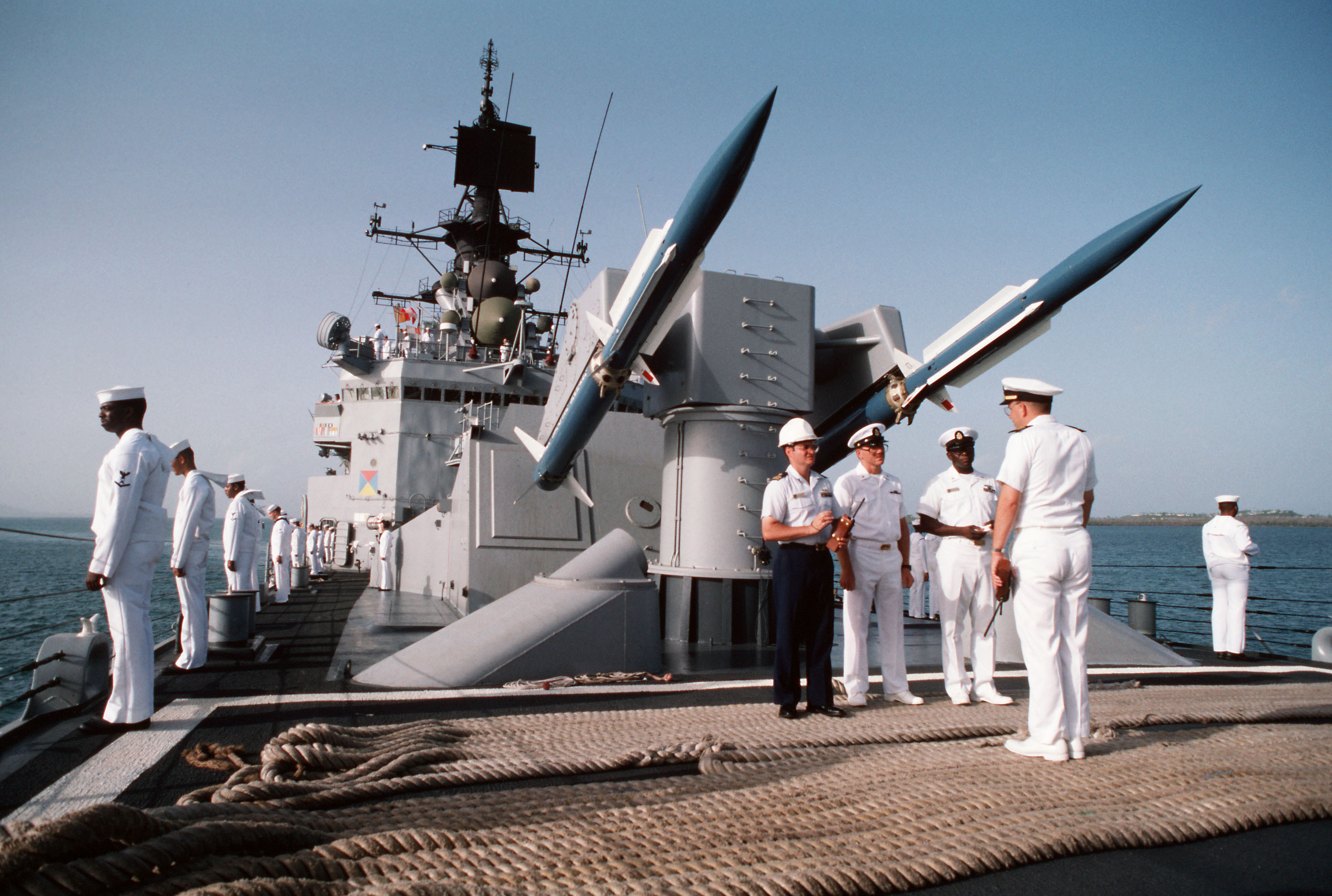